# Pierre Richard

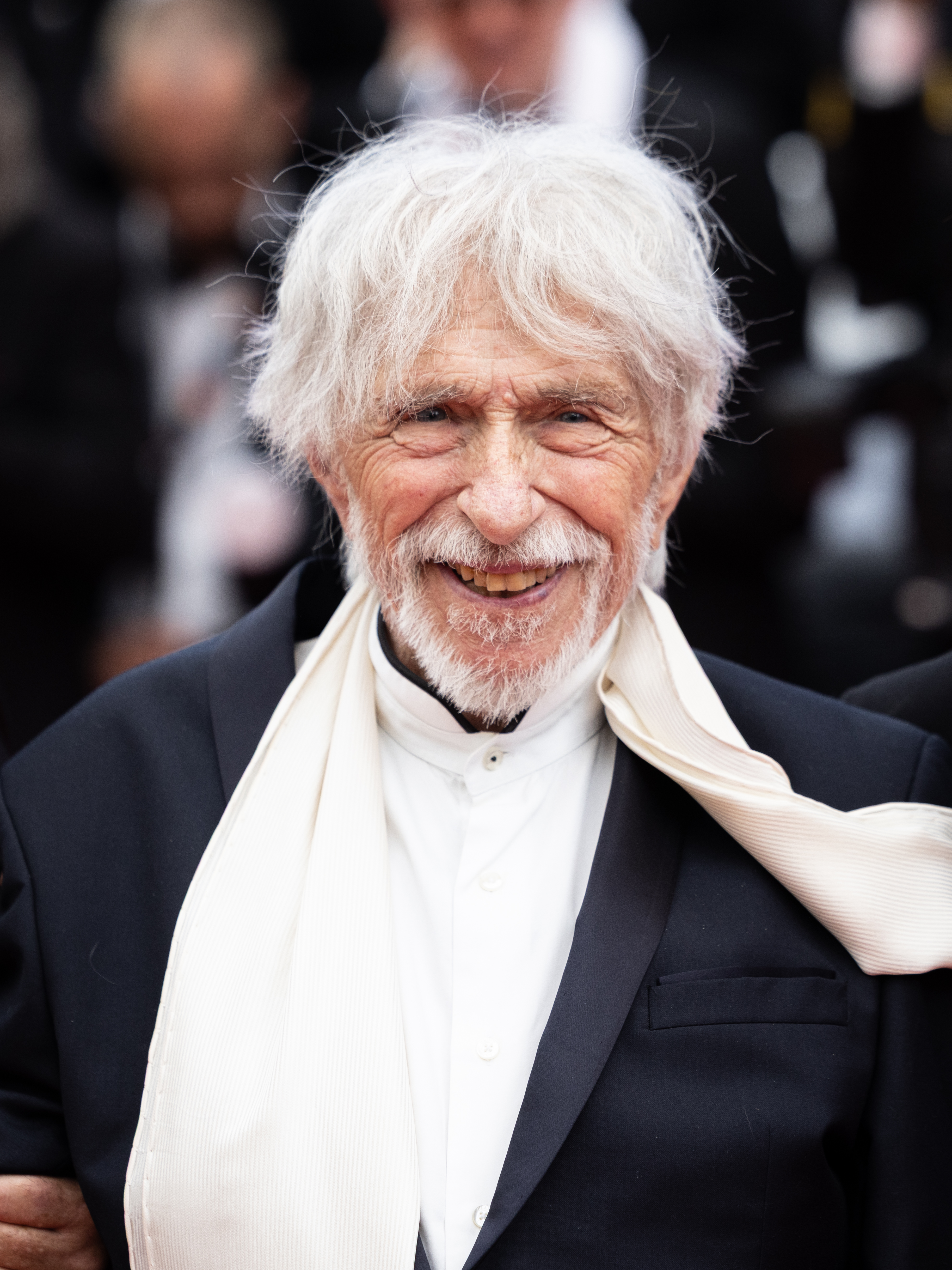
Pierre Richard bei den Filmfestspielen von Cannes 2025

Pierre Richard Maurice Charles Léopold Defays (* 16. August 1934 in Valenciennes) ist ein französischer Schauspieler und Komiker. Nachdem ihm 1972 als „großer Blonder mit dem schwarzen Schuh“ der internationale Durchbruch gelungen war, spielte er in vielen Komödien die Rolle des sympathisch-zerstreuten Tollpatsches. Bis in die späten 1980er-Jahre zählte er zu den erfolgreichsten europäischen Filmkomikern.

## Karriere
Nach der Schauspielschule hatte Pierre Richard zunächst kleinere Auftritte in verschiedenen Kabaretts und an der Pariser Oper und spielte Nebenrollen in einigen Kino- und Fernsehfilmen. 1967 machte er in Yves Roberts Alexander, der Lebenskünstler neben Hauptdarsteller Philippe Noiret erstmals als Filmschauspieler und Komödiant auf sich aufmerksam. Die Rolle des harmlosen, zerstreuten, stets mitleiderregenden Normalbürgers schien ihm auf den Leib geschrieben. Seinen Durchbruch feierte er 1970 mit seinem Regiedebüt Der Zerstreute, in dem er auch die Hauptrolle innehatte.
Internationalen Ruhm erntete Richard schließlich 1972 in der Titelrolle von Der große Blonde mit dem schwarzen Schuh. Der in Frankreich zuerst wenig beachtete Film wurde von Rainer Brandt für den deutschsprachigen Raum umgeschnitten und sehr frei synchronisiert. Der große Erfolg des Films in Deutschland eröffnete Richards internationale Karriere. In der Verwechslungskomödie von Yves Robert, die die Klischees von Spionagethrillern persifliert, spielte er einen zerstreuten Geiger, der für einen Geheimagenten gehalten wird und unwissentlich in Lebensgefahr gerät. Seitdem wurde die Tollpatschigkeit Richards Markenzeichen. Spätere Komödien spielten im deutschen Verleihtitel (Der lange Blonde mit den roten Haaren, 1974, Der Sanfte mit den schnellen Beinen, 1978, Der große Blonde auf Freiersfüßen, 1988) auf Roberts Erfolgsfilm an, obwohl sie inhaltlich keinen Bezug zu ihm hatten.

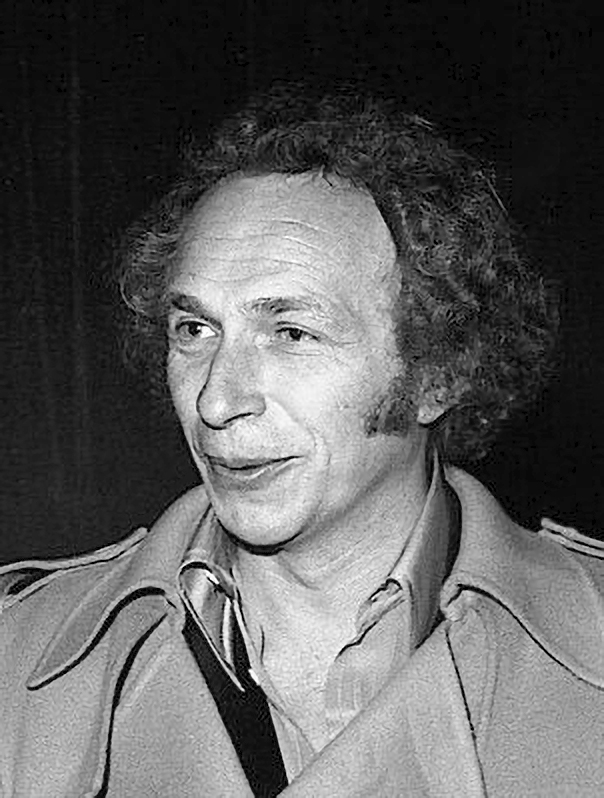
Richard (1975)

1976 sollte Richard an der Seite von Louis de Funès, der ihn schätzte, im Film Brust oder Keule dessen Sohn spielen. Da er sich mit der Rolle nicht identifizieren konnte, wurde sie an Coluche vergeben.
Zwischen 1981 und 1986 drehte Richard unter der Regie von Francis Veber an der Seite von Gérard Depardieu die drei Erfolgskomödien Der Hornochse und sein Zugpferd, Zwei irre Spaßvögel und Die Flüchtigen, in denen er wie gehabt als Tollpatsch auftrat und Depardieu die Rolle seines hartgesottenen (und widerwilligen) Partners übernahm. Diese Filme nahmen das Erfolgsrezept des Buddy-Films vorweg, die in den USA in den 1980er Jahren ebenfalls erfolgreich wurden. Von allen drei Filmen wurden in Hollywood mit US-amerikanischen Schauspielern Neuverfilmungen produziert.
In späteren Jahren versuchte Richard zunehmend, das Image des Tollpatsches abzulegen und ernste Rollen zu spielen. Dies zeigte er unter anderem in Nana Djordjadzes Tragikomödie Die Rezepte eines verliebten Kochs von 1996, in der er einen stillen Restaurantbesitzer verkörperte, dessen Liebe zu einer georgischen Prinzessin durch die Wirren der Oktoberrevolution unerfüllt bleibt, ebenso 2000 in Djordjadzes 27 Missing Kisses und als tragischer Wandermusiker in Das Findelkind. Diese Filme fanden jedoch beim Publikum weniger Resonanz als seine Komödien.
Im Mai 2025 wurde der von ihm inszenierte Film The Man Who Saw the Bear auf dem Cannes-Filmfestival erstaufgeführt. Es handelt sich um seine erste Regiearbeit seit mehr als 25 Jahren.

## Synchronisation
Pierre Richard wurde von 1972 bis 1990 hauptsächlich von Harry Wüstenhagen auf Deutsch synchronisiert. Da Wüstenhagen 1993 in den Ruhestand ging und 1999 starb, kamen danach Sprecher wie Peer Augustinski, Peter Fricke und Axel Lutter zum Einsatz.
Für Frankreich synchronisierte Richard in Trickfilmen wie Les Rois de la glisse (Könige der Wellen), Mia et le Migou, La Sorcière dans les airs (Leon und die magischen Worte) oder auch in Gus, petit oiseau, grand voyage (Sam O’Cool – Ein schräger Vogel hebt ab).

## Sonstiges
Es gibt einen von 1958 bis 1971 aktiven Schauspieler gleichen Namens, der unter anderem in den deutschen Produktionen Ein Sarg aus Hongkong (1964) und Agent 505 – Todesfalle Beirut (1966) mitwirkte.

## Privates
Richard betreibt das Weingut Château Bel Évêque in Gruissan.
Seine beiden Söhne sind Musiker: Olivier ist der Saxophonist des Duos Blues Trottoir, und Christophe ist Kontrabassist. Sie komponierten den Soundtrack des Films Droit dans le mur, in dem Richard neben der Hauptrolle auch Regie und Drehbuch übernahm. Sein Enkel, Arthur Defays, arbeitet als Model.

## Filmografie

### Schauspieler
- 1967: Alexander, der Lebenskünstler (Alexandre le bienheureux)
- 1967: Die Dirne und der Narr (Un idiot à Paris)
- 1970: Teresa
- 1970: Der Zerstreute (Le Distrait)
- 1972: Alfred, die Knallerbse (Les malheurs d’Alfred)
- 1972: Der große Blonde mit dem schwarzen Schuh (Le grand blond avec une chaussure noire)
- 1973: Ich weiß von nichts und sage alles (Je sais rien mais je dirai tout)
- 1973: Der Blonde mit dem blauen Auge (Juliette et Juliette)
- 1973: La raison du plus fou
- 1974: Die Schiffbrüchigen der Schildkröteninsel (Les naufragés de l’île de la tortue)
- 1974: Der große Blonde kehrt zurück (Le retour du grand blond)
- 1974: Der lange Blonde mit den roten Haaren (La moutarde me monte au nez)
- 1974: Eine Wolke zwischen den Zähnen (Un nuage entre les dents)
- 1975: Der Tolpatsch mit dem sechsten Sinn (La course à l’échalote) – auch Drehbuch
- 1975: Trop c’est trop
- 1976: Ein Tolpatsch auf Abwegen (On aura tout vu!)
- 1976: Das Spielzeug (Le jouet)
- 1978: Der Sanfte mit den schnellen Beinen (La carapate)
- 1978: Und jetzt das Ganze nochmal von vorn (Je suis timide mais je me soigne)
- 1980: Zwei Kamele auf einem Pferd (C’est pas moi, c’est lui)
- 1980: Der Regenschirmmörder (Le coup du parapluie)
- 1981: Der Hornochse und sein Zugpferd (La chèvre)
- 1983: Zwei irre Spaßvögel (Les compères)
- 1983: Un chien dans un jeu de quilles
- 1984: Der Zwilling (Le jumeau)
- 1985: Meilensteine des Lebens (Tranches de vie)
- 1985: Les rois du gag
- 1986: Die Flüchtigen (Les fugitifs)
- 1988: Der große Blonde auf Freiersfüßen (À gauche en sortant de l’ascenseur)
- 1988: Mange clous
- 1990: Bienvenue à bord!
- 1990: Bettkarriere (Promotion canapé)
- 1991: On peut toujours rêver
- 1992: Vieille canaille
- 1993: La cavale des fous – auch Drehbuch
- 1994: La partie d’echecs
- 1996: 1001 Rezepte eines verliebten Kochs (Le mille et une recettes d’un cuisiner amoureux)
- 1997: Droit dans le mur
- 2000: 27 Missing Kisses
- 2000: Das Findelkind (Sans famille)
- 2000: Drogenszenen (Scénario sur la drogue)
- 2003: Robinson Crusoe (L’île de Robinson)
- 2003: Mariées mais pas trop
- 2003: Les clefs de bagnole
- 2005: Derives
- 2006: Die Schlange (Le serpent)
- 2008: Paris, Paris – Monsieur Pigoil auf dem Weg zum Glück (Faubourg 36)
- 2009: A Happy Man (Le bonheur de Pierre)
- 2009: Leon und die magischen Worte (Kerity, la maison des contes) (Stimme)
- 2011: Und wenn wir alle zusammenziehen? (Et si on vivait tous ensemble?)
- 2012: Mes héros
- 2012: Der große Blonde kann’s nicht lassen
- 2013: Der kleine Blonde mit dem weißen Schaf (Le petit blond avec un mouton blanc) (Kurzfilm)
- 2013: Les âmes de papier
- 2016: Der kleine Spirou (Le petit Spirou)
- 2017: Monsieur Pierre geht online (Un profil pour deux)
- 2017: Barfuß in Paris (Paris pieds nus)
- 2018: Die Sch’tis in Paris – Eine Familie auf Abwegen (La Ch’tite Famille)
- 2018: Mrs. Mills von nebenan (Madame Mills, une voisine si parfaite)
- 2018: Die alten Knacker (Les Vieux Fourneaux)
- 2022: Der Geschmack der kleinen Dinge (Umami)
- 2023: Asterix & Obelix im Reich der Mitte (Astérix et Obélix: L’Empire du Milieu)
- 2023: Jeanne du Barry

### Regisseur
- 1970: Der Zerstreute (Le distrait)
- 1972: Alfred, die Knallerbse (Les malheurs d’Alfred)
- 1973: Ich weiß von nichts und sage alles (Je sais rien mais je dirai tout)
- 1978: Und jetzt das Ganze nochmal von vorn (Je suis timide mais je me soigne)
- 1980: Zwei Kamele auf einem Pferd (C’est pas moi, c’est lui)
- 1987: Parlez-moi du Che
- 1991: On peut toujours rêver
- 1997: Droit dans le mur

## Synchronrollen
- 2001: Professor Lindenbrock in der Miniserie Les Voyages extraordinaires de Jules Verne : Voyage au centre de la terre
- 2007: Big Z in Les Rois de la glisse (Könige der Wellen)
- 2008: Pedro, Vater von Mia in Mia et le Migou
- 2009: Adrien in La Sorcière dans les airs (Leon und die magischen Worte)
- 2013: Erzähler bei La Sorcière dans les airs (Für Hund und Katz ist auch noch Platz)
- 2014: Darius in Gus, petit oiseau, grand voyage (Sam O’Cool – Ein schräger Vogel hebt ab)
- 2022: Marcelino in Os Demónios do Meu Avô (im spanischen Original von António Durães gesprochen)
- 2022: Zeus in Pattie et la Colère de Poséidon

## Auszeichnungen

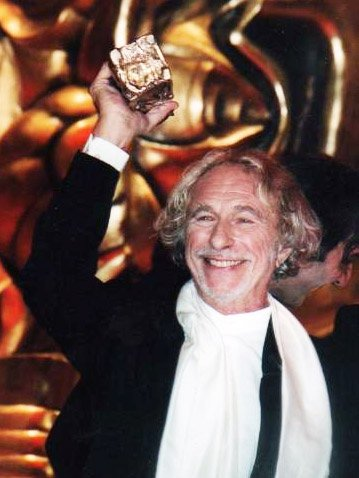
Richard bei der César-Verleihung 2006

- 1978: Nominierung für den Jupiter in der Kategorie Bester Darsteller international für Der Sanfte mit den schnellen Beinen
- 1996: Bester Darsteller beim Internationalen Filmfestival Karlovy Vary für 1001 Rezepte eines verliebten Kochs
- 2006: César-Ehrenpreis für das Lebenswerk
- 2015: Magritte-Ehrenpreis für das Lebenswerk